# San Estanislao (Bolívar)
San Estanislao de Kostka, es un municipio de Colombia, ubicado al norte del departamento de Bolívar. Su cabecera municipal lleva por nombre Arenal y cuenta con un centro poblado: Las Piedras. Se localiza en el nororiente del territorio colombiano, muy cerca del Canal del Dique.

## Toponimia
Los jesuitas nombraron al sitio en honor del entonces beato Estanislao Kostka.
Pero la aldea original que se ubicaba en la ribera del Canal del Dique fue arrasada en 1860, por lo cual sus habitantes deciden instalarse a 1 km de distancia, en un sitio conocido como "Los Arenales" (por la abundancia de arena), desde entonces a la cabecera municipal se le denomina Arenal.

## Historia
Los fundadores del poblado original fueron miembros de la Compañía de Jesús, esta orden religiosa llegó a Colombia en 1589 (siglo XVI),  y sus integrantes se establecieron en Cartagena de Indias con el deseo de expandirse en el Virreinato de Nueva Granada. En 1648 (casi 60 años más tarde), la corona española concedió permiso a la iglesia católica para que a través de la mencionada orden religiosa organizara a las comunidades dispersas en el territorio conocido hasta entonces como región del Tupe, por esa razón los miembros de la Compañía de Jesús, es decir los jesuitas, agruparon a los colonos que vivían diseminados en la zona, a quienes enseñaron diversas técnicas de cultivo y tradiciones católicas. Se creó entonces el 13 de noviembre de 1650 un asentamiento que era parte del municipio de Mahates y que los jesuitas nombraron en honor del entonces beato Estanislao Kostka.

### Hechos relevantes
1812: El Libertador Simón Bolívar atraviesa el poblado, camino hacia la Provincia de Mompós 
1860: Las aguas del Canal del Dique inundan y arrasan la aldea original que se ubicaba en la ribera, por ese motivo los lugareños deciden instalarse a un kilómetro de distancia, en un sitio conocido como Los Arenales (por la abundancia de arena), desde entonces al poblado se le denomina informalmente Arenal.
1882: Llega el telégrafo. 
1894: En julio se inaugura el ferrocarril Cartagena de Indias-San Estanislao-Soplaviento-Calamar con una longitud de 105.8 kilómetros, 11 estaciones, 4 locomotoras y 85 vagones.
1900: Arriba la colonia sirio-libanesa que desarrolla establecimientos de comercio con base en la posición de puerto fluvial sobre el Canal del Dique (paso obligado de embarcaciones con mercancías entre Cartagena y el interior del país)
1929: Llega el primer aparato de radio.
1951: Se levanta la línea del ferrocarril, lo que origina la emigración paulatina de la colonia sirio-libanesa. Empieza a decaer la economía local.
1960: El poblado recibe la categoría de municipio.
1989: La Arquidiócesis de Cartagena de Indias en cabeza de Mons. Carlos José Ruiseco declara el templo católico local "santuario nacional", después de que el Papa Juan Pablo II nombrara “Patrono Mundial de la Juventud” al santo  Estanislao de Kostka. 
2003: Los habitantes de "El Bayano" se desplaza en su totalidad hacia el centro poblado Las Piedras debido a una masacre que practicaron grupos armados al margen de la ley. El Bayano es hoy en día un pueblo fantasma y vereda.
2010: El 60% de la cabecera municipal se inunda por el desbordamiento del Canal del Dique, precipitado por la ruptura del Embalse del Guájaro, en Luruaco (Atlántico).
2011: El 40% de la cabecera municipal se inunda nuevamente, esta vez por un prolongado aguacero que provocó el crecimiento de arroyos aledaños y una represa.
2021: Se inaugura el puente Catalino Parra sobre el Canal del Dique comunicando así por vía terrestre con el municipio de Soplaviento.

## Estructura organizacional municipal
| San Estanislao | San Estanislao | San Estanislao             |
| Departamento   | Código DANE    | Categoría municipal (2023) |
| -------------- | -------------- | -------------------------- |
| Bolívar        | 13647          | Sexta                      |

- Personería: Es un centro del Ministerio Público de Colombia que ejerce, vigila y hace control sobre la gestión de las alcaldías y entes descentralizados; velan por la promoción y protección de los derechos humanos; vigilan el debido proceso, la conservación del medio ambiente, el patrimonio público y la prestación eficiente de los servicios públicos, garantizando a la ciudadanía la defensa de sus derechos e intereses.

- Concejo Municipal: Es la suprema autoridad política del municipio. En materia administrativa sus atribuciones son de carácter normativo. También le corresponde vigilar y hacer control político a la administración municipal. Se regulan por los reglamentos internos de la corporación en el marco de la Constitución Política Colombiana (artículo 313) y las leyes, en especial la Ley 136 de 1994 y la Ley 1551 de 2012.

Constituido por 11 concejales por un periodo de 4 años.
- Alcaldía Municipal: En esta se encuentra la administración municipal y las entidades descentralizadas del municipio.

El Alcalde se pronuncia mediante decretos y se desempeña como representante legal, judicial y extrajudicial del municipio. El actual Alcalde municipal es Geninson Fernández López (2024-2027), elegido por voto popular.
- Inspección de policía.